# Tony Ferguson
Anthony Armand Ferguson Padilla, detto Tony (Oxnard, 12 febbraio 1984) è un lottatore di arti marziali miste statunitense attualmente sotto contratto con la UFC.
Combatte nella divisione dei pesi leggeri, nella quale è stato campione ad interim nel 2017. È stato inoltre il vincitore della tredicesima stagione del reality show The Ultimate Fighter.

## Biografia
Ferguson è cresciuto a Muskegon da genitori messicani; il padre lo incitò a praticare sport per socializzare e fin da subito ottenne degli ottimi risultati, tanto da ricevere ben dodici lettere per entrare nella squadra di football del liceo della sua città: qui divenne per tre volte All-State nella lotta, vincendo nella categoria delle 152 libbre nel 2002.
Come università frequentò la Grand Valley State University, dove si laureò All-American per due volte vincendo il torneo nazionale nella categoria delle 165 libbre; in seguito ritornò in California per aiutare la sua famiglia, lavorando in negozietti del paese. Poco dopo iniziò, sotto consiglio di un amico, ad allenarsi nelle arti marziali miste.

## Carriera nelle arti marziali miste

### The Ultimate Fighter
Dopo un record di 10 vittorie e 2 sconfitte, Ferguson firmò per la UFC nel 2011 per poter competere nella tredicesima stagione del reality show The Ultimate Fighter.
Ferguson fu la terza scelta del Team Lesnar. Come match preliminare affrontò Justin Edwards; al primo round Ferguson venne mandato al tappeto dal suo avversario, ma incredibilmente andò a segno con up-kick che mise Edwards KO. Con questa vittoria passò ai quarti di finale.
Ai quarti affrontò Ryan McGillivray, vincendo velocemente per KO dopo aver colpito il suo avversario con un montante in pieno mento e aver chiuso il tutto con il ground and pound. Dopodiché passò alle semi finali dove dovette sfidare il suo compagno di squadra Chuck O'Neil; ancora una volta ottenne la vittoria per KO tecnico al terzo round.

### Ultimate Fighting Championship
Ferguson debuttò ufficialmente nella UFC nell'evento finale della tredicesima stagione del reality The Ultimate Fighter, dove dovette affrontare Ramsey Nijem per decretare il vincitore della suddetta stagione. Ferguson sconfisse Nijem per KO al primo round, vincendo così il titolo di The Ultimate Fighter. Inoltre ottenne il premio Knockout of the Night.
A settembre del 2011 affrontò Aaron Riley all'evento UFC 135. Fin da subito, l'incontro divenne competitivo e proprio Ferguson andò a segno con un potente montante sinistro; successivamente dominò gli ultimi minuti del primo round. Nell'intervallo tra la prima e la seconda ripresa, Riley disse ai propri secondi di essersi rotto la mandibola. A seguito di ciò Ferguson ottenne la vittoria per KO tecnico.
Nell'incontro successivo affrontò il veterano delle MMA Yves Edwards, sconfiggendolo per decisione unanime. A maggio del 2012 avrebbe dovuto affrontare Dennis Hallman. Tuttavia, Hallman subì un infortunio e venne sostituito da Thiago Tavares; ma ancora una volta Tavares non poté prendere parte all'evento per infortunio e al suo posto venne inserito Michael Johnson. Ferguson venne sconfitto per decisione unanime.
A ottobre del 2013 affrontò Mike Rio all'evento UFC 166. Vinse l'incontro per sottomissione, applicando una D'arce choke nel primo round. Con questa vittoria ottenne il premio Submission of the Night.
A maggio del 2014 si scontrò con Katsunori Kikuno, sconfiggendo per KO alla prima ripresa. Mentre ad agosto avrebbe dovuto affrontare Danny Castillo; in seguito però l'evento UFC 176 venne totalmente cancellato, ed il match tra i due venne posticipato 28 giorni dopo per UFC 177. Ferguson vinse per decisione non unanime.
A dicembre dello stesso anno sconfigge Abel Trujillo per sottomissione nel secondo round. A febbraio del 2015 doveva vedersela con Yancy Medeiros, ma quest'ultimo subì un infortunio e venne rimpiazzato da Gleison Tibau. Ferguson vinse l'incontro al primo round sempre per sottomissione, ottenendo anche il premio Performance of the Night.
A luglio affrontò il veterano Josh Thomson, vincendo per decisione unanime in un match quasi totalmente dominato ed ottenendo il suo secondo premio Performance of the Night.
A dicembre avrebbe dovuto affrontare il talentuoso Khabib Nurmagomedov per l'evento finale della ventiduesima stagione del reality The Ultimate Fighter. Tuttavia, il russo subì un infortunio a fine ottobre e al suo posto venne inserito Edson Barboza. Il match fu molto combattuto ed entrambi i lottatori assunsero un atteggiamento molto aggressivo sia in piedi e sia al tappeto. Nel primo round, dopo aver tentato un sottomissione improvvisata, Ferguson si ritrovò al suolo assieme al suo avversario dove cominciò a scambiare alcuni colpi; durante questo frangente Ferguson colpì il volto di Barboza con un calcio mentre si trovavano ancora al tappeto, ciò portò l'arbitro a penalizzarlo con la detrazione di 1 punto. Nella seconda ripresa El Cucuy continuò imperterrito il suo attacco e dopo aver subito svariati calci sia al corpo e sia alla testa mise a segno una devastate gomitata che procurarono un taglio sulla fronte del brasiliano. Ferguson dopo aver stoppato un tentativo di takedown chiuse il suo avversario nella d'arce choke, ottenendo così la vittoria per sottomissione. Inoltre venne premiato con i riconoscimenti Fight of the Night e Performance of the Night.
Il rematch contro Michael Johnson doveva svolgersi il 5 marzo 2016, ma il 27 gennaio venne annunciato che Johnson non poteva prendere parte all'incontro per infortunio. Ad aprile venne riorganizzato il match contro Khabib Nurmagomedov all'evento UFC on Fox 19. Tuttavia, ancora una volta, il match saltò a causa di un problema al polmone da parte di Ferguson, che venne sostituito da Darrell Horcher.
A luglio avrebbe dovuto affrontare il vincitore della quindicesima stagione del reality show The Ultimate fighter Michael Chiesa, ma il 27 giugno Chiesa subì un infortunio e venne rimpiazzato da Landon Vannata. Dopo aver rischiato di perdere per KO al primo round, venendo colpito più volte dal suo avversario, Ferguson riuscì a riprendere in mano la situazione nel secondo round dove andò a segno con molti colpi significativi, sfruttando anche la bassa guardia del suo avversario. A 2 minuti dalla fine della seconda ripresa Ferguson riuscì a chiudere Vannata in una D'Arce choke, vincendo l'incontro per sottomissione. Entrambi vennero premiati con il riconoscimento Fight of the Night.
Il 5 novembre del 2016 affrontò l'ex campione dei pesi leggeri UFC Rafael dos Anjos. Dopo un match di 5 round molto combattuto, Ferguson riuscì ad ottenere la vittoria per decisione unanime sfruttando il suo allungo in piedi. Con questa vittoria, oltre ad ottenere il premio Fight of the Night, raggiunge una striscia vincente di nove incontri. Il 7 ottobre 2017 vince il titolo ad interim dei pesi leggeri battendo per sottomissione Kevin Lee nel main event di UFC 216, portando la sua striscia di vittorie consecutive a dieci.
Il 7 aprile 2018 avrebbe dovuto affrontare Khabib Nurmagomedov a UFC 223 per difendere il titolo, ma l'incontro salta per la quarta volta a causa di un infortunio al ginocchio per Tony: dopo un periodo di cinque mesi di stop dopo aver subito un'operazione al legamento fibulare, il 6 ottobre torna a combattere battendo l'ex campione Anthony Pettis per KO tecnico dovuto allo stop medico dell'avversario; entrambi vengono premiati con il riconoscimento Fight of the Night.
L'8 giugno 2019 affronta Donald Cerrone a UFC 238 vincendo ancora per KO tecnico dovuto allo stop dei medici e ottiene il riconoscimento Fight of the Night; la vittoria risulta comunque amara poiché El Cucuy viene aspramente contestato dal pubblico per aver colpito l'avversario subito dopo la campana.
Il 10 maggio avrebbe dovuto affrontare Khabib Nurmagomedov che però si rifiuta di combattere a causa della pandemia di COVID-19 del 2019-2021 e viene quindi sostituito da Justin Gaethje. L'incontro vede lo sfidante diventare il nuovo campione ad interim dei pesi leggeri trionfando per TKO al quinto round, in seguito a un match dominato dallo stesso Gaethje.
Il 12 dicembre 2020 affronta Charles Oliveira a UFC 256, perdendo per decisione unanime.
Il 15 maggio 2021 affronta Beneil Dariush a UFC 262, uscendo sconfitto per decisione unanime anche in questa occasione.
Dopo quasi un anno di assenza fa il suo ritorno il 7 maggio 2022 a UFC 274, affrontando Michael Chandler: dopo pochi secondi dall'inizio del secondo round, Ferguson viene messo KO da un brutale calcio frontale di Chandler, perdendo l'incontro. Per Ferguson si tratta della quarta sconfitta consecutiva, nonché la seconda per KO.
Il 10 settembre 2022 affronta Nate Diaz a UFC 279. La card prevedeva che Ferguson affrontasse Li Jinglian ma il suo avversario diventerà Nate Diaz in seguito al peso mancato da parte di Khamzat Chimaev che avrebbe dovuto affrontare Diaz. Durante i primi round Ferguson mette in difficoltà Diaz con dei calci alle gambe, ma durante il quarto round il pugilato di Diaz costringe Ferguson a cercare il takedown. Diaz approfitta del tentativo di portare a terra l'incontro e chiude la ghigliottina, sancendo la quinta sconfitta consecutiva di Tony Ferguson.

## Risultati nelle arti marziali miste
Gli incontri segnati su sfondo grigio si riferiscono ad incontri di esibizione non ufficiali o comunque non validi per essere integrati nel record da professionista
| Risultato | Record | Avversario       | Metodo                              | Evento                                                       | Data              | Round | Tempo | Luogo                          | Note                                                                                          |
| --------- | ------ | ---------------- | ----------------------------------- | ------------------------------------------------------------ | ----------------- | ----- | ----- | ------------------------------ | --------------------------------------------------------------------------------------------- |
| Sconfitta | 25-11  | Michael Chiesa   | Sottomissione (rear-naked-choke)    | UFC on ABC Sandhagen vs Nurmagomedov                         | 3 agosto 2024     | 1     | 3:44  | Abu Dhabi, Emirati Arabi Uniti |                                                                                               |
| Sconfitta | 25-10  | Paddy Pimblett   | Decisione (unanime)                 | UFC 296                                                      | 16 dicembre 2023  | 3     | 5:00  | Las Vegas, Stati Uniti         |                                                                                               |
| Sconfitta | 25-9   | Bobby Green      | Sottomissione (arm triangle)        | UFC 291: Poirier vs. Gaethje 2                               | 29 luglio 2023    | 3     | 4:54  | Salt Lake City, Stati Uniti    |                                                                                               |
| Sconfitta | 25-8   | Nate Diaz        | Sottomissione (ghigliottina)        | UFC 279: Diaz vs Ferguson                                    | 10 settembre 2022 | 4     | 2:52  | T-mobile Arena, Stati Uniti    |                                                                                               |
| Sconfitta | 25-7   | Michael Chandler | KO (front kick)                     | UFC 274: Oliveira vs. Gaethje                                | 7 maggio 2022     | 2     | 0:17  | Phoenix, Stati Uniti           |                                                                                               |
| Sconfitta | 25-6   | Beneil Dariush   | Decisione (unanime)                 | UFC 262: Oliveira vs. Chandler                               | 15 maggio 2021    | 3     | 5:00  | Houston, Stati Uniti           |                                                                                               |
| Sconfitta | 25-5   | Charles Oliveira | Decisione (unanime)                 | UFC 256: Figueiredo vs. Moreno                               | 12 dicembre 2020  | 3     | 5:00  | Las Vegas, Stati Uniti         |                                                                                               |
| Sconfitta | 25-4   | Justin Gaethje   | KO Tecnico (pugni)                  | UFC 249: Ferguson vs. Gaethje                                | 9 maggio 2020     | 5     | 3:39  | Jacksonville, Stati Uniti      | Per il titolo dei pesi leggeri UFC ad interim, Fight of the Night                             |
| Vittoria  | 25-3   | Donald Cerrone   | KO tecnico (stop medico)            | UFC 238: Cejudo vs. Moraes                                   | 8 giugno 2019     | 2     | 5:00  | Chicago, Stati Uniti           | Fight of the Night                                                                            |
| Vittoria  | 24-3   | Anthony Pettis   | KO tecnico (stop medico)            | UFC 229: Khabib vs. McGregor                                 | 6 ottobre 2018    | 2     | 5:00  | Las Vegas, Stati Uniti         | Fight of the Night                                                                            |
| Vittoria  | 23-3   | Kevin Lee        | Sottomissione (triangolo)           | UFC 216: Ferguson vs. Lee                                    | 7 ottobre 2017    | 3     | 4:02  | Paradise, Stati Uniti          | Vince il titolo ad interim dei pesi leggeri UFC. In seguito privato del titolo per infortunio |
| Vittoria  | 22-3   | Rafael dos Anjos | Decisione (unanime)                 | The Ultimate Fighter Latin America 3 Finale                  | 5 novembre 2016   | 5     | 5:00  | Città del Messico, Messico     | Fight of the Night                                                                            |
| Vittoria  | 21-3   | Landon Vannata   | Sottomissione (D'Arce choke)        | UFC Fight Night: McDonald vs. Lineker                        | 13 luglio 2016    | 2     | 2:22  | Sioux Falls, Stati Uniti       | Fight of the Night                                                                            |
| Vittoria  | 20-3   | Edson Barboza    | Sottomissione (d'arce choke)        | The Ultimate Fighter: Team McGregor vs. Team Faber Finale    | 11 dicembre 2015  | 2     | 2:54  | Las Vegas, Stati Uniti         | Fight of the Night, Performance of the Night                                                  |
| Vittoria  | 19-3   | Josh Thomson     | Decisione (unanime)                 | UFC Fight Night: Mir vs. Duffee                              | 15 luglio 2015    | 3     | 5:00  | San Diego, Stati Uniti         | Performance of the Night                                                                      |
| Vittoria  | 18-3   | Gleison Tibau    | Sottomissione (rear-naked choke)    | UFC 184: Rousey vs. Zingano                                  | 28 febbraio 2015  | 1     | 2:27  | Las Vegas, Stati Uniti         | Performance of the Night                                                                      |
| Vittoria  | 17-3   | Abel Trujillo    | Sottomissione (rear-naked choke)    | UFC 181: Hendricks vs. Lawler 2                              | 6 dicembre 2014   | 2     | 4:19  | Las Vegas, Stati Uniti         |                                                                                               |
| Vittoria  | 16-3   | Danny Castillo   | Decisione (non unanime)             | UFC 177: Dillashaw vs. Soto                                  | 30 agosto 2014    | 3     | 5:00  | Sacramento, Stati Uniti        |                                                                                               |
| Vittoria  | 15-3   | Katsunori Kikuno | KO (pugno)                          | UFC 173: Barão vs. Dillashaw                                 | 24 maggio 2014    | 1     | 4:06  | Las Vegas, Stati Uniti         |                                                                                               |
| Vittoria  | 14-3   | Mike Rio         | Sottomissione (D'Arce choke)        | UFC 166: Velasquez vs. dos Santos 3                          | 19 ottobre 2013   | 1     | 1:52  | Houston, Stati Uniti           | Submission of the Night                                                                       |
| Sconfitta | 14-3   | Michael Johnson  | Decisione (unanime)                 | UFC on Fox: Diaz vs. Miller                                  | 5 maggio 2012     | 3     | 5:00  | East Rutherford, Stati Uniti   |                                                                                               |
| Vittoria  | 13-2   | Yves Edwards     | Decisione (unanime)                 | The Ultimate Fighter 14 Finale                               | 3 dicembre 2011   | 3     | 5:00  | Las Vegas, Stati Uniti         |                                                                                               |
| Vittoria  | 12-2   | Aaron Riley      | KO Tecnico (stop medico)            | UFC 135: Jones vs. Rampage                                   | 24 settembre 2011 | 1     | 5:00  | Denver, Stati Uniti            | Ritorna ai pesi leggeri                                                                       |
| Vittoria  | 11-2   | Ramsey Nijem     | KO (pugni)                          | The Ultimate Fighter: Team Lesnar vs. Team dos Santos Finale | 4 giugno 2011     | 1     | 3:54  | Las Vegas, Stati Uniti         | Debutto in UFC; vince il torneo dei pesi welter TUF 13; Knockout of the Night                 |
| Vittoria  | NU     | Chuck O'Neil     | KO Tecnico (pugni)                  | The Ultimate Fighter 13                                      | 1 giugno 2011     | 3     | 3:10  | Las Vegas, Stati Uniti         | TUF 13, Semifinale                                                                            |
| Vittoria  | NU     | Ryan McGillivray | KO Tecnico (pugni)                  | The Ultimate Fighter 13                                      | 25 maggio 2011    | 1     | 0:46  | Las Vegas, Stati Uniti         | TUF 13, quarti di finale                                                                      |
| Vittoria  | NU     | Justin Edwards   | KO (up-kick)                        | The Ultimate Fighter 13                                      | 4 maggio 2011     | 1     | 3:56  | Las Vegas, Stati Uniti         | TUF 13, Preliminari                                                                           |
| Vittoria  | 10-2   | Brock Jardine    | KO Tecnico (pugni)                  | PureCombat 12: Champions for Children                        | 25 settembre 2010 | 4     | 2:35  | Clovis, Stati Uniti            | Vince il titolo dei pesi welter PureCombat                                                    |
| Vittoria  | 9-2    | David Gardner    | KO Tecnico (pugni)                  | CA Fight Syndicate: Battle of the 805                        | 26 marzo 2010     | 2     |       | Ventura, Stati Uniti           | Incontro catchweight (158 libbre)                                                             |
| Vittoria  | 8-2    | Chris Kennedy    | KO Tecnico (stop medico)            | NFAMMA: Resurrection                                         | 18 dicembre 2009  | 1     | 2:29  | Ventura, Stati Uniti           |                                                                                               |
| Sconfitta | 7-2    | Jamie Toney      | Sottomissione Tecnica (triangolo)   | NFAMMA: MMA at the Hyatt 3                                   | 16 ottobre 2009   | 1     | 2:15  | Westlake Village, Stati Uniti  |                                                                                               |
| Vittoria  | 7-1    | James Fanshier   | Decisione (unanime)                 | Rebel Fighter                                                | 17 luglio 2009    | 3     | 5:00  | Placerville, Stati Uniti       |                                                                                               |
| Vittoria  | 6-1    | Devin Benjamin   | KO Tecnico (pugni e gomitate)       | NFAMMA: MMA at the Hyatt II                                  | 28 maggio 2009    | 1     |       | Westlake Village, Stati Uniti  |                                                                                               |
| Vittoria  | 5-1    | Daniel Hernandez | KO Tecnico (pugni)                  | NFAMMA: Riot at the Hyatt                                    | 5 marzo 2009      | 1     | 2:22  | Westlake Village, Stati Uniti  |                                                                                               |
| Sconfitta | 4-1    | Karen Darabedyan | Decisione (unanime)                 | All Star Boxing: Caged in the Cannon                         | 6 febbraio 2009   | 3     | 5:00  | Montebello, Stati Uniti        |                                                                                               |
| Vittoria  | 4-0    | Frank Park       | Sottomissione (triangolo)           | Long Beach Fight Night 3                                     | 4 gennaio 2009    | 1     | 2:34  | Long Beach, Stati Uniti        |                                                                                               |
| Vittoria  | 3-0    | Joe Schilling    | Sottomissione (rear-naked choke)    | Total Fighting Alliance 12                                   | 13 settembre 2008 | 2     | 2:12  | Long Beach, Stati Uniti        |                                                                                               |
| Vittoria  | 2-0    | Brandon Adams    | KO Tecnico (pugni)                  | TFA 11: Pounding at the Pyramid                              | 12 luglio 2008    | 2     | 2:18  | Long Beach, Stati Uniti        |                                                                                               |
| Vittoria  | 1-0    | Steve Avalos     | KO Tecnico (Sottomissione ai pugni) | CXF: Anarchy at the Arena                                    | 12 aprile 2008    | 2     | 1:25  | Upland, Stati Uniti            |                                                                                               |